# Confine tra Sudan del Sud e Uganda
Il confine tra il Sudan del Sud e l'Uganda ha una lunghezza di 475 km e va dal triplice confine con la Repubblica Democratica del Congo fino al triplice confine con il Kenya.

## Descrizione
Il confine separa gli stati sudsudanesi dell'Equatoria Centrale e dell'Equatoria Orientale dalla Regione Settentrionale dell'Uganda. Il tracciato segue una direzione est-ovest ed è delimitato da segmenti rettilinei molti dei quali si estendono tra le vette montuose. La maggior parte del resto del confine è delimitato dai fiumi.

## Storia
Negli anni 1880 varie potenze europee cercarono di creare delle colonie nel continente africano attraverso un processo noto come Spartizione dell'Africa che culminò nella Conferenza di Berlino del 1884, in cui le nazioni europee interessate concordarono le rispettive rivendicazioni territoriali e le regole per gli impegni futuri. 
La Gran Bretagna dichiarò un protettorato sull'Uganda, posto a nord e ad ovest del Lago Vittoria, il 18 giugno 1894. Poco dopo, nel 1895, i britannici crearono un protettorato dell'Africa orientale che comprendeva l'attuale territorio keniota tra l'Oceano Indiano e la Rift Valley e gradualmente estesero i diritti di protettorato alle aree adiacenti all'Uganda. Il 1º aprile 1902, l'allora provincia orientale dell'Uganda fu trasferita al Protettorato dell'Africa Orientale. Nel 1899 la Gran Bretagna e l'Egitto firmarono un accordo per creare una doppia amministrazione per l'entità conosciuta come Sudan Anglo-Egiziano. Il moderno confine internazionale tra il Sudan del Sud e l'Uganda ha le sue origini come linea amministrativa coloniale che separava il Sudan anglo-egiziano dal Protettorato dell'Uganda.
Nel 1910 una conferenza anglo-belga-tedesca tenutasi a Bruxelles concluse un accordo sul triplice confine comune dei rispettivi territori dell'Uganda, del Congo belga e dell'Africa orientale tedesca. Nel 1912-1913 una commissione anglo-belga ridelineò in dettaglio il confine tra il Congo belga e l'Uganda tra il lago Alberto e l'attuale triplice confine con il Sudan del Sud. Sempre nel 1913, una commissione sudanese-ugandese tentò di delimitare sul terreno un confine comune tra il triplice confine con il Congo belga e il lago Turkana (chiamato all'epoca lago Rudolf). Il 1º gennaio 1914 furono effettuati considerevoli trasferimenti di territorio a sud e nord della linea della commissione sudanese-ugandese del 1913. Alcune città come Nimule e Gondokoro passarono dall'amministrazione ugandese a quella sudanese.
Il 1º febbraio 1926, la provincia di Turkana venne trasferita dall'Uganda al Kenya formando automaticamente il confine tra il Sudan anglo-egiziano e il Kenya. Sempre nel 1926, l'Uganda cedette un'area al Sudan anglo-egiziano al fine di riunire i gruppi tribali che erano stati recisi dal confine del 1914.
In seguito alla decolonizzazione il Sudan e l'Uganda ottennero rispettivamente l'indipendenza nel 1956 e nel 1962. 
Nel 2011, il Sudan del Sud con l'indipendenza acquisita ha ereditato il confine Sudan-Uganda.

## Dispute territoriali
Ci sono diversi luoghi di frontiera che sono stati originariamente descritti in termini vaghi e che hanno portato ad almeno due aree di disputa sui confini tra il Sudan del Sud e l'Uganda. Il primo, vicino alla città sudsudanese di Kajo Keji e il secondo vicino alla città sudsudanese di Pajok, nella regione di Equatoria.